# Joseph Castaing
Pour les articles homonymes, voir Castaing.
Henri Théophile Joseph Castaing, né à Pau le 1er août 1860 et mort dans la même ville le 21 janvier 1918, est un artiste-peintre français. René-Marie Castaing (1896-1943), lui-même peintre, est son fils aîné.

## Biographie
Originaire de Gomer, Joseph Castaing a fait ses études secondaires à Oloron, en France, où il donnera plus tard des cours de dessin. Artiste de la Belle Époque, connu très tôt, il s'est d'abord illustré dans la peinture de scènes familiales, et notamment pour ses portraits. Les riches familles anglaises qui vivaient en Béarn lui ont ensuite commandé des travaux de décoration pour leurs villas.
En tant que peintre orientaliste, il s'est également fait connaître en exposant ses peintures au Salon de 1898 à 1908 ainsi qu'en 1914.

## Œuvre artistique

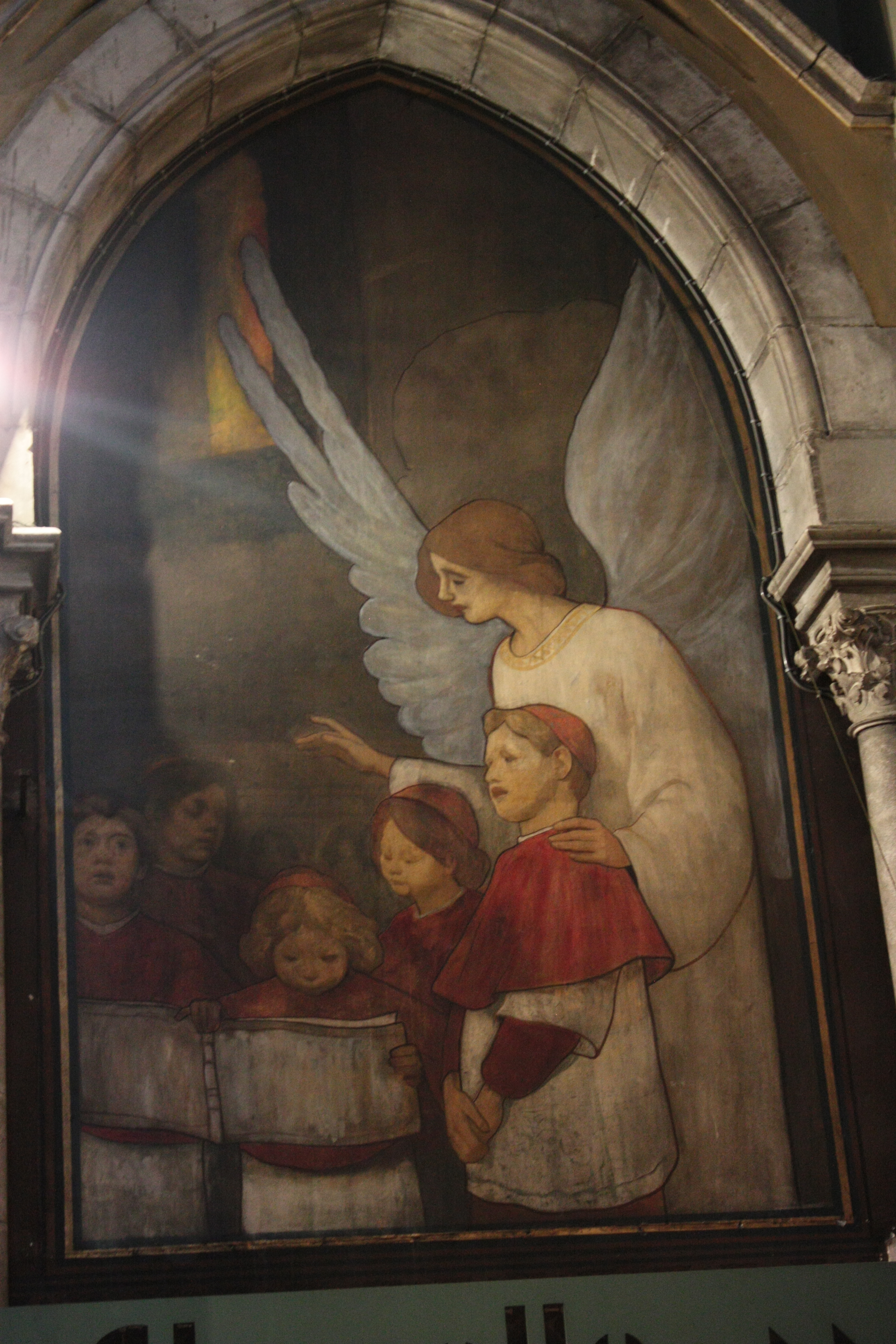
Adoration de la Vierge dans l'église Saint-Jacques de Pau.

Joseph Castaing a pris comme modèle sa propre famille pour peindre des scènes familiales. Il s'est spécialisé dans des portraits et des scènes religieuses, pastels et huiles, à travers deux cents tableaux. Joseph Castaing a également décoré de nombreux monuments religieux en Haut-Béarn et des maisons de maître. On peut voir ses œuvres à Pau dans l'église Saint-Jacques et dans l'église Saint-Martin, mais aussi dans les églises d’Aramits, de Rébénacq, Assat, Arbus, Hagetmau, Etsaut et Gomer, ou encore à Oloron la chapelle du collège Notre-Dame.

## Parmi les œuvres vendues aux enchères
- Sin Titulo (le 2 juillet 2007 à Madrid) ;
- Le Déjeuner Dans Les Blés (le 10 septembre 2011 à Marseille) ;
- Nu Aux Fleurs (le 27 juin 2009 à Bayonne) ;
- Le Guitariste Espagnol (le 24 mai 2008 à Bayonne) ;
- Portait de Jeune Femme (le 30 mars 2007 à Piasa[8] ;
- Vierge à l'enfant (le 29 janvier 2011) ;
- Portrait de jeune fille (le 29 janvier 2011) ;
- Orientale à la fontaine (le 17 décembre 2001)[9] ;
- La source, Gray (Haute-Saône), musée Baron-Martin.

## Expositions
Joseph Castaing, un peintre béarnais à Oloron à l'occasion des 150 ans de la naissance de l'artiste du 5 au 15 octobre 2011 .
La Maison carrée à Nay (Pyrénées-Atlantiques), en juillet et août 2011 a présenté environ 60 œuvres de Joseph Castaing (1860-1918) et de son fils René-Marie (1896-1943).
On trouve aussi des œuvres de Joseph Castaing au musée des Sanctuaires de Bétharram, près de Lourdes.